# Блер (Небраска)
Блер (енгл. Blair) град је у америчкој савезној држави Небраска.

## Демографија
По попису из 2010. године број становника је 7.990, што је 478 (6,4%) становника више него 2000. године.
| Група             | 2000.         | 2010.         |
| Белци             | 7.268 (96,8%) | 7.545 (94,4%) |
| Афроамериканци    | 33 (0,4%)     | 65 (0,8%)     |
| Азијати           | 25 (0,3%)     | 23 (0,3%)     |
| Хиспаноамериканци | 101 (1,3%)    | 234 (2,9%)    |
| Укупно            | 7.512         | 7.990         |